# بييرو شليزنجر
بييرو شليزنجر (بالإيطالية: Piero Schlesinger)‏، كان مصرفيًا ومحاميًا وأكاديميًا إيطاليًا شغل منصب رئيس بانكا بوبولاري دي ميلانو من عام 1971 حتى 1993.

## حياته
كان شليزنجر متزوج من المعالجة النفسية للأطفال كلوديا أرتوني التي كان لديها طفلان.
توفي في 14 مارس 2020 بسبب مرض فيروس كورونا 2019 في ميلانو، حيث تم إدخاله إلى المستشفى قبل 10 أيام لأسباب صحية بسبب المضاعفات المتعلقة بـ COVID-19.

## الأوسمة
- وسام استحقاق الجمهورية الإيطالية.
- وسام الاستحقاق الإيطالي للثقافة والفنون.[5]